# Siwarak Tedsungnoen
Siwarak Tedsungnoen (en tailandés: ศิวรักษ์ เทศสูงเนิน, rtgs: Siwarak Thetsungnoen; Nakhon Ratchasima, Tailandia, 20 de abril de 1984) es un futbolista de Tailandia que juega en la posición de guardameta. Desde el 2010 juega en el Buriram United de la Liga de Tailandia.

## Carrera

### Club
| Periodo   | Club            | Apariciones | Goles |
| --------- | --------------- | ----------- | ----- |
| 2003-2007 | Bangkok Bank FC | 76          | 0     |
| 2008–2009 | BEC Tero Sasana | 29          | 0     |
| 2010      | TOT SC          | 0           | 0     |
| 2010–2025 | Buriram United  | 439         | 0     |

### Selección nacional
Debutó con Tailandia en 2004 y ha jugado en dos ediciones de la Copa Asiática.

## Logros

### Club
- Thai League 1: 2011, 2013, 2014, 2015, 2017, 2018, 2021-22, 2022-23, 2023-24, 2024-25
- Thai FA Cup: 2011, 2012, 2013, 2015, 2021-22, 2022-23, 2024-25
- Thai League Cup: 2011, 2012, 2013, 2015, 2016, 2021-22, 2022-23, 2024-25
- Thailand Champions Cup: 2019
- Kor Royal Cup: 2013, 2014, 2015, 2016
- Mekong Club Championship: 2015, 2016
- Campeonato de Clubes de la ASEAN: 2024-25

### Selección nacional
- AFF Championship: 2020
- King's Cup: 2017
- Sea Games: 2007